# 入間川大樹
入間川 大樹（いるまがわ たいき、1992年11月18日 - ）は日本の男子バスケットボール選手。鹿児島県霧島市出身。

## 人物
富隈小学校、鹿児島第一中学校、鹿児島第一高等学校、関東学院大学を卒業。
社会人バスケットボールチームの鹿児島教員クラブ、3人制バスケットボール3x3のチームのエクスプローラーズ鹿児島.EXEなどで活動。
2018-19シーズンは、エクスプローラーズ鹿児島.EXEと協定を結んでいる鹿児島レブナイズと契約。
2019-20シーズンも鹿児島レブナイズと契約継続をし、同時にエクスプローラーズ鹿児島.EXEの2チームでプレーをする。
2019-20シーズン終了後、契約満了となり鹿児島レブナイズを退団。3x3エクスプローラーズ鹿児島.EXEのみで活動を行う。

## 個人成績
| シーズン   | チーム           | GP | GS | MPG | FG% | 3P% | FT% | RPG | APG | SPG | BPG | TO | PPG |
| ---------- | ---------------- | -- | -- | --- | --- | --- | --- | --- | --- | --- | --- | -- | --- |
| B3 2018-19 | 鹿児島レブナイズ |    |    |     |     |     |     |     |     |     |     |    |     |